# Simophis
Simophis este un gen de șerpi din familia Colubridae.

Cladograma conform Catalogue of Life:
| Simophis | \| \| Simophis rhinostoma \| \| \| \| \| \| Simophis rohdei \| \| \| \| |
|          | \| \| Simophis rhinostoma \| \| \| \| \| \| Simophis rohdei \| \| \| \| |
|          | Simophis rhinostoma                                                     |
|          |                                                                         |
|          | Simophis rohdei                                                         |
|          |                                                                         |